# Hư từ
Trong ngôn ngữ học, hư từ (chữ Hán: 虛詞, tiếng Anh: function word hay functor) là từ có ít nghĩa từ vựng hoặc có nghĩa từ vựng mơ hồ và là để thể hiện quan hệ ngữ pháp giữa các từ khác trong câu, hoặc là để chỉ rõ thái độ hoặc tâm trạng của người nói. Chúng báo hiệu quan hệ cấu trúc mà từ ngữ có với nhau, và là kết dính để giữ các câu lại với nhau. Do đó chúng làm nên yếu tố quan trọng trong cấu trúc của câu.
Từ mà không phải là hư từ thì được gọi là thực từ (hoặc từ lớp mở, hay từ tự nghĩa) và gồm danh từ, hầu hết động từ, tính từ, và hầu hết trạng từ mặc dù một số trạng từ là hư từ (như then và why trong tiếng Anh). Từ điển xác định nghĩa cụ thể của thực từ nhưng chỉ có thể mô tả cách sử dụng chung của hư từ. Ngữ pháp thì lại mô tả việc sử dụng hư từ một cách chi tiết nhưng chỉ xem xét thực từ theo góc nhìn chung chung.
Kể từ lần đầu tiên được C. C. Fries đề xuất vào năm 1952, việc khu biệt hư từ với thực từ đã có ảnh hưởng lớn đến ngữ pháp được sử dụng trong việc thụ đắc ngôn ngữ thứ hai và giảng dạy tiếng Anh.

## Tổng quan
Hư từ có thể là giới từ, đại từ, trợ động từ, liên từ, mạo từ hoặc tiểu từ/trợ từ, tất cả đều thuộc nhóm từ lớp đóng. Thán từ đôi khi được coi là hư từ nhưng nó lại thuộc nhóm từ lớp mở. Hư từ có thể được biến tố hoặc không được biến tố và có thể có phụ tố.
Hư từ thuộc lớp từ đóng trong ngữ pháp bởi vì rất hiếm khi có hư từ mới được tạo ra trong việc phát ngôn. Trong lớp từ mở, tức là danh từ, động từ, tính từ hoặc trạng từ, thì từ mới có thể được thêm vào một cách dễ dàng, chẳng hạn như từ lóng, thuật ngữ chuyên môn, và việc tiếp dụng và thích ứng từ ngữ ngoại lai.
Mỗi hư từ thì hoặc cung cấp thông tin ngữ pháp về các từ khác trong câu hoặc tiểu cú, và không thể tách rời với các từ khác; hoặc cung cấp thông tin về mô hình tâm trí của người nói như về cái gì đang được nói.
Lớp hư từ có thể có các tính chất âm vị học tách biệt với lớp thực từ. Hư từ đôi khi không tận dụng được hết tất cả các âm trong ngôn ngữ. Ví dụ, trong một số ngôn ngữ Khoisan, hầu hết thực từ bắt đầu bằng âm mút, nhưng rất ít hư từ bắt đầu bằng âm như vậy. Trong tiếng Anh, ngoài hư từ ra thì rất ít từ bắt đầu bằng âm hữu thanh th [ð]. Hư từ tiếng Anh có thể có ít hơn ba chữ cái; ví dụ: 'I', 'an', 'in', còn 'phi hư từ' thì thường có ba chữ cái hoặc nhiều hơn (ví dụ: 'eye', 'Ann', 'inn').
Sau đây là danh sách các kiểu từ được coi là hư từ kèm ví dụ bằng tiếng Anh. Tất cả đều không được biến tố trừ phi có nói khác:
- mạo từ – the và a. Trong một số ngôn ngữ có biến tố, mạo từ có thể có cách ngữ pháp[l] ứng với biến cách[m] của danh từ theo sau.
- đại từ – he :: him, she :: her, v.v. – có biến tố trong tiếng Anh
- tiền giới từ – in, under, towards, before, of, for, v.v.
- liên từ – and và but
- liên từ hạ cấp[n]– if, then, well, however, thus, v.v.
- trợ động từ – would, could, should, v.v. – là dạng biến tố trong tiếng Anh
- tiểu từ – up, on, down
- thán từ – oh, ah, eh, đôi khi được gọi là "tiếng đệm ngưng"[o]
- từ chêm[p] – nhiều chức năng, trong đó có chức năng làm đại từ ngữ pháp (như it is, there are) trong câu
- đại cú ngữ[q] – yes, no, okay, v.v.